# Athena Chu
Athena Chu, de son vrai nom Chu Yan (朱茵, née le 25 octobre 1971), est une actrice et chanteuse hongkongaise connue pour son rôle de « Volute de soie » dans Le Roi singe (1995).

## Biographie
Née à Kowloon en 1971, Chue est la fille d'un professeur de mathématiques qui ouvrira plus tard une entreprise avec sa mère.
Chu fait ses études à la Hong Kong Academy for Performing Arts de 1990 à 1992, au cours desquelles elle anime des émissions pour enfants sur la chaîne TVB,.
Après son diplôme en 1992, Chu fait ses débuts au cinéma dans Fight Back to School 2 (1992), ce qui lui vaut une nomination au Hong Kong Film Award du nouveau meilleur artiste. Chu commence à attirer l'attention du public avec son interprétation de Huang Rong (en) dans le téléfilm de wuxia The Legend of the Condor Heroes (en) (1994).
Chu travaille de nouveau avec Stephen Chow dans Le Roi singe (1995). Son rôle de « Volute de soie » lui apporte une grande renommée à Hong Kong et ailleurs en Asie,. Un autre des films notables de Chu est The Boss Up There (1999) où son interprétation d'une droguée qui trouve la foi en Dieu lui vaut une nomination au Prix de la meilleure actrice aux Golden Horse Film Awards,.
Considérée en Asie comme un sex-symbol, Chu fait deux apparitions dans la série Raped by an Angel de Wong Jing,. Cependant, c'est son rôle dans Whispers and Moans (en) (2007) qui lui apporte une véritable reconnaissance, malgré une absence de nomination.
Chu est la première actrice chinoise nommée au International Emmy Award de la meilleure actrice, pour son rôle d'handicapée surmontant toutes les difficultés dans la série télévisée Wall-less World (2010).
Après une pause de cinq années prise en 2011, Chu annonce son retour en 2016 avec trois films à venir.

## Vie privée
Chu commence à fréquenter le chanteur Paul Wong (en) du groupe Beyond en 1998. Ils se marient en 2012 et ont une fille, Debbie, la même année.

## Filmographie
| Année   | Titre                                          | Titre chinois                | Rôle               | Notes                            |
| ------- | ---------------------------------------------- | ---------------------------- | ------------------ | -------------------------------- |
| 1992    | To Miss with Love                              | 逃學外傳                     | Lai Man-si         |                                  |
| 1992    | Super Lady Cop                                 | 超级女警                     | Yoki               |                                  |
| 1992    | Fight Back to School 2                         | 逃學威龍2                    | Sandy              | Nommée aux Hong Kong Film Awards |
| 1993    | Supercop 2                                     | 超級計劃                     | Annie Lee          |                                  |
| 1993    | Taxi Hunter                                    | 的士判官                     | Yan                |                                  |
| 1993    | Tom, Dick and Hairy                            | 風塵三俠                     | Pearl Chan         |                                  |
| 1993    | Vampire Family                                 | 一屋哨牙鬼                   | Chu Lee-mei        |                                  |
| 1994    | Lantern                                        | 燈籠                         | Fong               |                                  |
| 1994    | Easy Money                                     | 先洗未來錢                   | Sisi Li            |                                  |
| 1995    | Shaolin Kung Fu Kids                           | 笑林老祖                     | Sister Lam         |                                  |
| 1995    | Trouble Maker                                  | 蠟筆小小生                   |                    |                                  |
| 1995    | Remember M, Remember E                         | 那有一天不想你               | Chui Ching         |                                  |
| 1995    | Cupid Love                                     | 七月俏佳人                   | Ching-ching        |                                  |
| 1995    | Le Roi singe 1ère partie : La Boîte de Pandore | 西遊記第壹佰零壹回之月光寶盒 | Purple / Lin Zixia |                                  |
| 1995    | Le Roi singe 2ème partie : Cendrillon          | 西遊記大結局之仙履奇緣       | Lin Zixia          |                                  |
| 1996    | The Feeling of Love                            | 重慶愛情感覺                 | Ah Yin             |                                  |
| 1996    | Hero of Swallow                                | 神偷燕子李三                 | Chinny             |                                  |
| 1997    | Ah Fai the Dumb                                | 天才與白痴                   | Man-man            |                                  |
| 1998    | Temptress of a Thousand Face                   | 千面嬌娃                     | Sherry Wong        |                                  |
| 1998    | Tricky King                                    | 超級整蠱霸王                 | DKNY / Yandy       |                                  |
| 1998    | Step into the Dark                             | 夜半無人屍語時               | Faith Ching        |                                  |
| 1998    | Shanghai Affairs (en)                          | 新唐山大兄                   | Sin                |                                  |
| 1998    | The Love and Sex of the Eastern Hollywood      | 愛在娛樂圈的日子             | Yue                |                                  |
| 1998    | Take Five                                      | 對不起，幹掉你               |                    |                                  |
| 1998    | Raped by an Angel 2: The Uniform Fan (en)      | 強姦2 制服誘惑               | Po-man             |                                  |
| 1998    | The Conman                                     | 賭俠1999                     | Ching              |                                  |
| 1999    | The H.K. Triad                                 | O記三合會檔案                |                    |                                  |
| 1999    | The Boss Up There                              | 生命楂Fit人                  | Fong Hei-tung      | Nommée aux Golden Horse Awards   |
| 1999    | Raped by an Angel 4: The Raper's Union         | 強姦終極篇之最後羔羊         | Po-man             |                                  |
| 1999    | Horoscope 1: The Voice from Hell               | 生人勿近之問米               | Jojo               |                                  |
| 2000    | Love Correction                                | 緣份有Take 2                 | Emma Lau           |                                  |
| 2000    | Conman in Tokyo                                | 中華賭俠                     | Karen              |                                  |
| 2001    | Stowaway (en)                                  | 驚天大逃亡                   | Kam Lan            |                                  |
| 2001    | Never Say Goodbye                              | 有人說愛我                   | Jean               |                                  |
| 2002    | Chinese Odyssey 2002                           | 天下無雙                     | Amour Amour        | caméo                            |
| 2002    | Time 4 Hope                                    | 二人三足                     | Cindy              |                                  |
| 2003    | Shiver                                         | 心寒                         | Sammi Mok Sum-yi   |                                  |
| 2004    | Sex and the Beauties                           | 性感都市                     | Kwan Tak-han       |                                  |
| 2004    | Love Is a Many Stupid Thing                    | 精裝追女仔2004               | Chu Yan            | caméo                            |
| 2007    | Whispers and Moans (en)                        | 性工作者十日談               | Coco               |                                  |
| 2010    | Just Another Pandora's Box (en)                | 越光寶盒                     | Nuage pourpre      | caméo                            |
| 2010    | The Aroma City                                 | 芳香之城傳奇                 | So Ling-fong       |                                  |
| 2010    | Let Love Come Back                             | 讓愛回家                     | Ng Fan             |                                  |
| 2011    | Scary Market                                   | 嘿店                         | Hui Zi             |                                  |
| 2017    | Once Again                                     | 二次初恋                     | Ye Lan             |                                  |
| 2018    | The Lingering                                  | 古宅                         |                    |                                  |
| À venir | Ambans                                         | 驻藏大臣                     | Dawa Yingzong      |                                  |

| Année | Titre                                 | Titre chinois      | Rôle                                | Chaine   | Notes                                                                |
| ----- | ------------------------------------- | ------------------ | ----------------------------------- | -------- | -------------------------------------------------------------------- |
| 1993  | Romance Beyond                        | 都市的童話         | Ding Dang                           | TVB      |                                                                      |
| 1993  | The Chord to Victory                  | 少年五虎           | Yeung Suet-lai                      | TVB      |                                                                      |
| 1993  | The Legendary Ranger                  | 原振俠             | Wan-choi                            | TVB      |                                                                      |
| 1993  | The Edge of Righteousness             | 龍兄鼠弟 / 追日者  | Suen Ho-ho                          | TVB      |                                                                      |
| 1994  | The Legend of the Condor Heroes (en)  | 射鵰英雄傳         | Huang Rong (en)                     | TVB      |                                                                      |
| 1997  | Wars of Bribery                       | 廉政行動組         | Chiu Wing-yee                       | TVB      |                                                                      |
| 1997  | Tears in Heaven                       | 蒼天有淚           | Xiao Yujuan                         |          |                                                                      |
| 2000  | The New Shaolin Temple                | 新少林寺           | Princess Haotai                     |          |                                                                      |
| 2000  | Kaixin Jiuhao                         | 開心就好           | Susie                               |          |                                                                      |
| 2000  | The Duke of Mount Deer (en)           | 小寶與康熙         | A'ke / Chen Yuanyuan (en)           | TVB      |                                                                      |
| 2002  | Xiao Shiyilang                        | 蕭十一郎           | Shen Bijun                          | CTV      |                                                                      |
| 2002  | Palm of Ru Lai'                       | 如來神掌           | Tu Xuehua / Sun Biyun / Sun Jinling | ATV (en) |                                                                      |
| 2003  | Nannü Zidian                          | 男女字典           | Kelly                               | PCCW     |                                                                      |
| 2005  | Eonian Hero                           | 逐日英雄           | Xiang Wanting                       |          |                                                                      |
| 2006  | Fox Volant of the Snowy Mountain (en) | 雪山飛狐           | Yuan Ziyi                           | ATV      |                                                                      |
| 2007  | Baoxue Lihua                          | 暴雨梨花           | Lu Huanong                          |          |                                                                      |
| 2008  | Gorgeous Adventure                    | 華麗冒險           | Amy                                 |          |                                                                      |
| 2008  | Yiqian Di Yanlei                      | 一千滴眼淚         | Shen Xinyi                          |          |                                                                      |
| 2010  | A World Without Walls                 | 沒有牆的世界       | Tai Mung                            | RTHK     | Téléfilm. Nommée au International Emmy Award de la meilleure actrice |
| 2011  | Twin of Brothers (en)                 | 大唐雙龍傳之長生訣 | Fu Junzhuo / Fu Junyu               |          |                                                                      |

,

## Discographie
| Année | Titre      | Titre chinois |
| ----- | ---------- | ------------- |
| 1996  | Earthquake | 地震          |
| 1997  | Glass      | 玻璃          |
| 1998  | Ti Ti Ta   | 踢踢踏        |
| 2002  | Let's Jump | 跳起来        |
| 2003  | Possession | 迷恋          |
| 2004  | Attitude   | Attitude      |